# ثورة 5 أكتوبر 1910
كانت ثورة 5 أكتوبر 1910 للإطاحة بالنظام الملكي البرتغالي الذي يعود لقرون من الزمن واستبدال الجمهورية البرتغالية الأولى به. وكان ذلك نتيجة لانقلاب نظمه الحزب الجمهوري البرتغالي.
بحلول عام 1910، كانت مملكة البرتغال تمر بأزمة عميقة: الضغط البريطاني على مستعمرات البرتغال، ونفقات العائلة الملكية، واغتيال الملك ووريثه في عام 1908، وتغيير وجهات النظر الدينية والاجتماعية، وعدم استقرار الحزبين السياسيين (التقدمي والتجديدي) ودكتاتورية جواو فرانكو، وعجز النظام الواضح عن التكيف مع العصر الحديث، أدى كل ذلك إلى استياء واسع النطاق من النظام الملكي. وجد أنصار الجمهورية، خاصة الحزب الجمهوري، طرقًا للاستفادة من هذا الوضع. قدم الحزب الجمهوري نفسه بصفته الوحيد الذي لديه برنامج قادر على إعادة هيبة البلد المفقودة ووضع البرتغال على طريق التقدم.
بعد ممانعة الجيش مكافحة ما يقرب من ألفي جندي وبحّار تمردوا بين 3 و4 أكتوبر 1910، أُعلنت الجمهورية في الساعة التاسعة صباحًا من اليوم التالي من شرفة قاعة مدينة لشبونة في لشبونة. بعد الثورة، قادت حكومة مؤقتة برئاسة تيوفيلو براغا البلادَ حتى إقرار الدستور في عام 1911 الذي كان بداية الجمهورية الأولى. مع إنشاء الجمهورية، تغيرت الرموز الوطنية: النشيد الوطني والعلم، من بين أمور أخرى. أدت الثورة إلى بعض الحريات المدنية والدينية، على الرغم من أنه لم يكن هناك تطور في حقوق المرأة وفي حقوق العمال، على عكس ما حدث في بلدان أوروبية أخرى.

## خلفية

### الإنذار البريطاني لعام 1890 وثورة 31 يناير
في 11 يناير 1890، أرسلت حكومة اللورد سالزبوري البريطانية للحكومة البرتغالية إنذارًا على شكل مذكرة تطالب بانسحاب القوات العسكرية البرتغالية بقيادة سيربا بينتوفروم من المنطقة الواقعة بين مستعمرات أنغولا والموزمبيق (حاليًّا زيمبابوي وزامبيا)، وهي منطقة تطالب بها البرتغال بموجب الخريطة الوردية.
اعتُبر الانقياد السريع من جانب البرتغاليين للمطالب البريطانية كإذلال وطني من جانب شريحة واسعة من السكان والنخبة، ما بدأ حركة من عدم الرضا العميق في ما يتعلق بالملك الجديد، كارلوس الأول ملك البرتغال، والعائلة المالكة ومؤسسة الملكية، التي اعتُبرت مسؤولة عن عملية «الانحدار الوطني» المزعومة. تفاقم الوضع بسبب الأزمة المالية الحادة التي حدثت بين عامي 1890 و1891، عندما انخفضت الأموال المرسلة من المهاجرين في البرازيل بنسبة 80% بما يسمى «أزمة إنسيلهامينتو» في أعقاب إعلان الجمهورية في البرازيل قبل شهرين، وهو حدث رافقه قلق من قبل الحكومة الملكية وبهجة من قبل المدافعين عن الجمهورية في البرتغال. عرف الجمهوريون كيف يستفيدون من عدم الرضا، وشرعوا في زيادة قاعدة الدعم الاجتماعي التي من شأنها أن تصل إلى ذروتها عند زوال النظام.
سقطت الحكومة التقدمية في 14 يناير واختير زعيم الحزب التجديدي، أنطونيو دي سيربا بيمنتيل، لتشكيل الحكومة الجديدة. ثم بدأ التقدميون بمهاجمة الملك، وصوتوا لمرشحين جمهوريين في انتخابات مارس من ذلك العام، وشككوا في الاتفاق الاستعماري الذي وُقّع بعد ذلك مع البريطانيين. في 23 مارس 1890، نشر أنطونيو خوسيه دي ألميدا، وهو طالب في جامعة كويمبرا في ذلك الوقت، ثم رئيس الجمهورية في وقت لاحق، مقالًا بعنوان براغانسا، أو أولتيمو، اعتُبر قذفًا ضد الملك وأدى إلى سجن ألميدا.
في 1 أبريل 1890، لفّ المستكشف سيلفا بورتو نفسَه بعلم البرتغال في كويتو، أنغولا بعد فشل المفاوضات مع السكان المحليين، بناءً على أوامر من بايفا كوسيرو، التي عزاها إلى الإنذار. وقد أدى موت المستكشف المعروف للقارة الأفريقية إلى توليد موجة من المشاعر الوطنية، وتلا جنازته حشد في بورتو. في 11 أبريل، عُرض العمل الشعري غويرا جونكيرو باتريه، وهو عمل ساخر ينتقد الملك، للبيع.
في مدينة بورتو، في 31 يناير 1891، قامت انتفاضة عسكرية ضد الحكم الملكي، شكّلها الرقباء والمجندون بشكل أساسي. أخذ المتمردون، الذين استخدموا النشيد الوطني البرتغالي في مسيرتهم، باكوس دو كونسيلو (مجلس المدينة)، الذي أعلن الصحفي والسياسي الجمهوري أوغوستو مانويل ألفيس دا فيغا من شرفته إنشاء الجمهورية في وسط البرتغال ورفع العلم الأحمر. بعد ذلك بقليل، قُمعت الحركة بواسطة كتيبة عسكرية من الحرس البلدي بقيت موالية للحكومة، ما أسفر عن إصابة 40 شخصًا وجرح 12 شخصًا آخر. حُكم على المتمردين المعتقلين، إذ حُكم على 250 شخصًا بالسجن لمدة تتراوح بين 18 شهرًا و15 عامًا في المنفى في أفريقيا.
على الرغم من فشلها، كانت ثورة 31 يناير 1891 أول تهديد كبير شعر به النظام الملكي وإشارة إلى ما سيحدث بعد عقدين تقريبًا.

### الحزب الجمهوري البرتغالي
حدثت الحركة الثورية في 5 أكتوبر 1910 في أعقاب العمل الأيديولوجي والسياسي الذي ظل يتطور منذ إنشائه في عام 1876، بهدف الإطاحة بالنظام الملكي.
من خلال جعل التجديد الوطني مُعتمدًا على نهاية الملكية، تمكن الحزب الجمهوري من تعريف نفسه باعتباره متميّزًا عن الحزب الاشتراكي البرتغالي، الذي دافع عن التعاون مع النظام مقابل حقوق الطبقة العاملة واجتذب تعاطف قطاعات المجتمع غير الراضية.
أصبحت الخلافات داخل الحزب أكثر صلة بالمسائل السياسية من الاستراتيجية والأيديولوجية. وكان الاتجاه الأيديولوجي للجمهورية البرتغالية يرجع في وقت سابق إلى أعمال خوسيه فيليكس هنريك نوغويرا، التي لم تتغير إلا قليلًا خلال السنوات، باستثناء التكيف في ما بعد مع الواقع اليومي للبلد. ساهمت أعمال تيوفيلو براغا في هذه المهمة عن طريق محاولة تحقيق اللامركزية في الأفكار الاتحادية والتخلي عن الاشتراكية لصالح الديمقراطية. كان الهدف من هذا التغيير أيضًا اجتذاب البرجوازية الصغيرة والمتوسطة، التي تحولت إلى واحدة من القواعد الرئيسية للدعم الجمهوري. وفي انتخابات 13 أكتوبر 1878، انتخب حزب الشعب الثوري أول عضو له في البرلمان لِبورتو، وهو خوسيه يواكيم رودريغز دي فريتاس.
كانت هناك نية لإسقاط الملكية لصالح التوحيد والقومية لتكون فوق المصالح الخاصة للطبقات الاجتماعية الفردية. هذا الدواء الشافي، الذي سيعالج إلى الأبد كل العلل التي تعاني منها الأمة ويرفع بها إلى المجد، شدد على اتجاهين أساسيين: القومية والاستعمار. من هذا المزيج جاء الهجر النهائي للفيدرالية الأيبيرية، وهو براءة اختراع في الأطروحات الجمهورية الأولى التي قدمها خوسيه فيليكس هنريك نوغويرا، معرّفًا الملكية بأنها منافية للوطنية والخضوع للمصالح الأجنبية. أُكِّد مكون قوي آخر من الأيديولوجية الجمهورية المتمثل بمعاداة رجال الدين، بسبب نظرية تيوفيلو براغا، الذي اعتبر الدين عقبة أمام التقدم والمسؤول عن التخلف العلمي للبرتغال، على عكس الجمهورية، التي كانت مرتبطة بالعلم والتقدم والرفاهية بالنسبة له.